# Kryspin Mitura

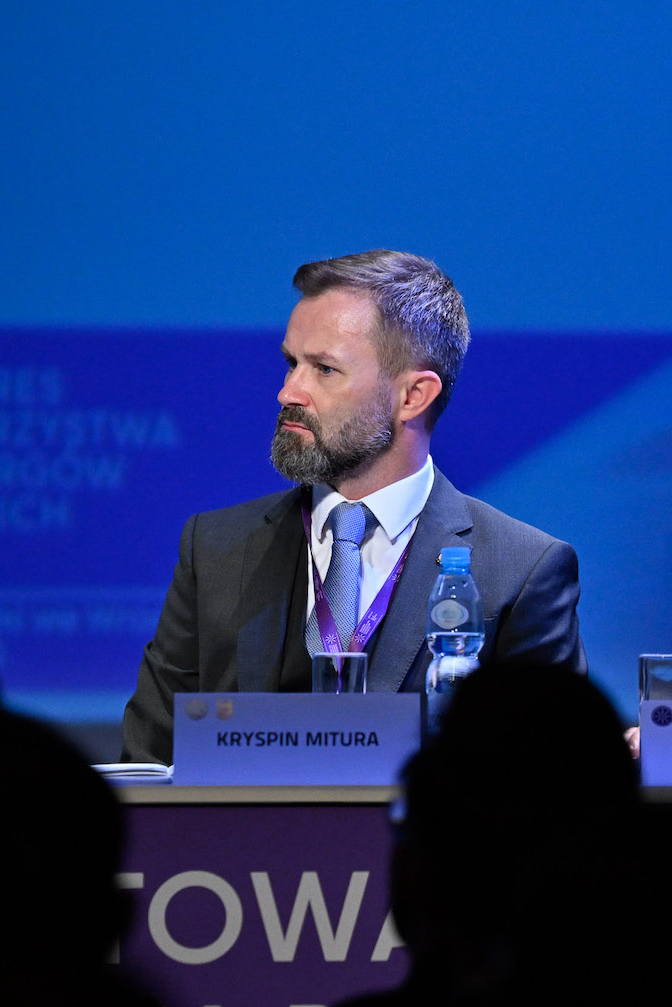

Kryspin Mitura (ur. 1977 w Siedlcach) – polski lekarz, profesor nauk medycznych i nauk o zdrowiu, specjalista chirurgii ogólnej, chirurgii onkologicznej i chirurgii ściany jamy brzusznej, nauczyciel akademicki, wykładowca Uniwersytetu w Siedlcach, absolwent Uniwersytetu Harvarda w Bostonie, USA (Harvard Medical School), podróżnik i miłośnik wspinaczki wysokogórskiej (w 2024 roku zdobył szczyt Mount Everest).

## Życiorys
Urodzony w 1977 roku w Siedlcach. W 2002 roku ukończył studia z wyróżnieniem, odznaczony dyplomem honorowym Rektora Uczelni i listem gratulacyjnym Prezesa Lubelskiej Izby Lekarskiej za wybitne wyniki osiągnięte w czasie nauki akademickiej.
W latach 2002–2003 odbywał staż podyplomowy w Samodzielnym Publicznym Zakładzie Opieki Zdrowotnej w Siedlcach. W listopadzie 2003 roku został zatrudniony w Oddziale Chirurgii Ogólnej Szpitala Miejskiego w Siedlcach, gdzie pracuje do chwili obecnej, pełniąc od 2016 roku funkcję Ordynatora Oddziału. W 2018 roku zatrudniony na stanowisku adiunkta w Instytucie Nauki o Zdrowiu, Uniwersytetu Przyrodniczo-Humanistycznego w Siedlcach, w latach 2019–2023 jako profesor uczelni w Wydziale Nauk Medycznych i Nauk o Zdrowiu, a od 2023 roku jako profesor zwyczajny Uniwersytetu w Siedlcach.
W 2006 roku uzyskał stopień doktora nauk medycznych na Wydziale Lekarskim Uniwersytetu Medycznego w Warszawie. Temat rozprawy doktorskiej dotyczył nowoczesnych metod leczenia przepuklin pachwinowych i został opracowany na podstawie własnych badań naukowych. W 2019 roku otrzymał stopień doktora habilitowanego nauk medycznych. W 2023 roku Prezydent RP nadał tytuł profesora nauk medycznych i nauk o zdrowiu.
Specjalista chirurgii ogólnej (2010r.), chirurgii onkologicznej (2013r.) i chirurgii ściany jamy brzusznej (2021r.). W 2010 roku uzyskał certyfikat endoskopii diagnostycznej i zabiegowej Sekcji Chirurgii Endoskopowej Towarzystwa Chirurgów Polskich.
W 2023 roku ukończył studia podyplomowe na Uniwersytecie Harvarda w zaawansowanym programie Surgical Leadership (Harvard Medical School w Bostonie, Massachusetts).
Autor ponad 250 doniesień i prac naukowych opublikowanych w polskich i zagranicznych czasopismach naukowych i recenzowanych materiałach zjazdowych krajowych i międzynarodowych, i podręcznikach medycznych.
Promotor i recenzent przewodów doktorskich, prac magisterskich i licencjackich. Członek komisji habilitacyjnych. Kierownik specjalizacji lekarzy w dziedzinie chirurgii ogólnej. Recenzent krajowych i międzynarodowych czasopism naukowych. Członek komitetów naukowych i organizacyjnych licznych konferencji i sympozjów naukowych w Polsce.
Od 2004 roku prowadzi wykłady i liczne kursy specjalistyczne dla personelu medycznego z zakresu chirurgii. Organizator konferencji naukowo-szkoleniowych dotyczących nowoczesnych metod leczenia otyłości oraz kompleksowego leczenia ran przewlekłych. Od 2008 roku systematycznie prowadzi liczne kursy i warsztaty szkoleniowe dla chirurgów na temat nowoczesnych metod leczenia przepuklin w szpitalach w Polsce. Łącznie zorganizował i przeprowadził ponad sto warsztatów laparoskopowych, podczas których przeprowadzono łącznie ponad 500 operacji szkoleniowych techniką TAPP. Pełni funkcję Koordynatora Programu Szkoleniowego Sekcji Wideochirurgii TChP w Zakresie Operacji Laparoskopowych Przepuklin Pachwinowych (od 2019r.).
Inicjator i współtwórca Krajowego Rejestru Operacji Przepuklin w Polsce (2009r.).
W 2009r. został powołany w skład zespołu ekspertów do opracowania standardu leczenia przepuklin w Polsce w ramach Towarzystwa Chirurgów Polskich. Efektem tych prac było opublikowanie polskich rekomendacji leczenia chirurgicznego przepuklin pachwinowych. W 2011r. był członkiem zespołu eksperckiego ds. opracowania rekomendacji leczenia przepuklin okołostomijnych, które zostały następnie opublikowane w 2013 roku. W 2021r. członek zespołu eksperckiego ds. opracowania rekomendacji stosowania metod małoinwazyjnych w ostrych schorzeniach chirurgicznych.
Twórca kilkudziesięciu filmów dydaktycznych z leczenia przepuklin pachwinowych i brzusznych. W 2019r. utworzył internetowy portal szkoleniowy dla chirurgów na temat leczenia przepuklin – Herniacademia, zaś wszystkie zamieszczone materiały opracowane są w dwóch wersjach językowych (polskiej i angielskiej).
W latach 2011–2023 był siedmiokrotnie wybierany do Zarządu Sekcji Chirurgii Przepuklin w ramach Towarzystwa Chirurgów Polskich (dwie kadencje jako Sekretarz), od 2012 roku jest członkiem Rady Naukowej Polskiego Klubu Przepuklinowego, a od 2014 roku w Zarządzie Polskiego Klubu Przepuklinowego pełnił funkcję Sekretarza, w latach 2015–2023 był pięciokrotnie wybierany do Zarządu Sekcji Endoskopowej Towarzystwa Chirurgów Polskich, a w 2021 i 2023 roku dwukrotnie również do Zarządu Sekcji Wideochirurgii TChP.
Aktywnie uczestniczy we wprowadzaniu w Polsce nowych technik operacji przepuklin pachwinowych i brzusznych, przede wszystkim technikami małoinwazyjnymi. Po raz pierwszy w Polsce przedstawił wyniki leczenia przepuklin brzusznych nowatorskimi metodami zewnątrzotrzewnowymi (eTEP-RS, HU-TAPP, SCOLA). Uczestniczył aktywnie w kilkudziesięciu zagranicznych konferencjach naukowych w ponad 25 krajach, prezentując własne doświadczenia z zakresu nowoczesnych terapii w chirurgii, m.in. podczas kongresów American College of Surgeons (ACS), Society of American Gastrointestinal and Endoscopic Surgeons (SAGES), European Association of Endoscopic Surgery (EAES) i European Hernia Society (EHS).

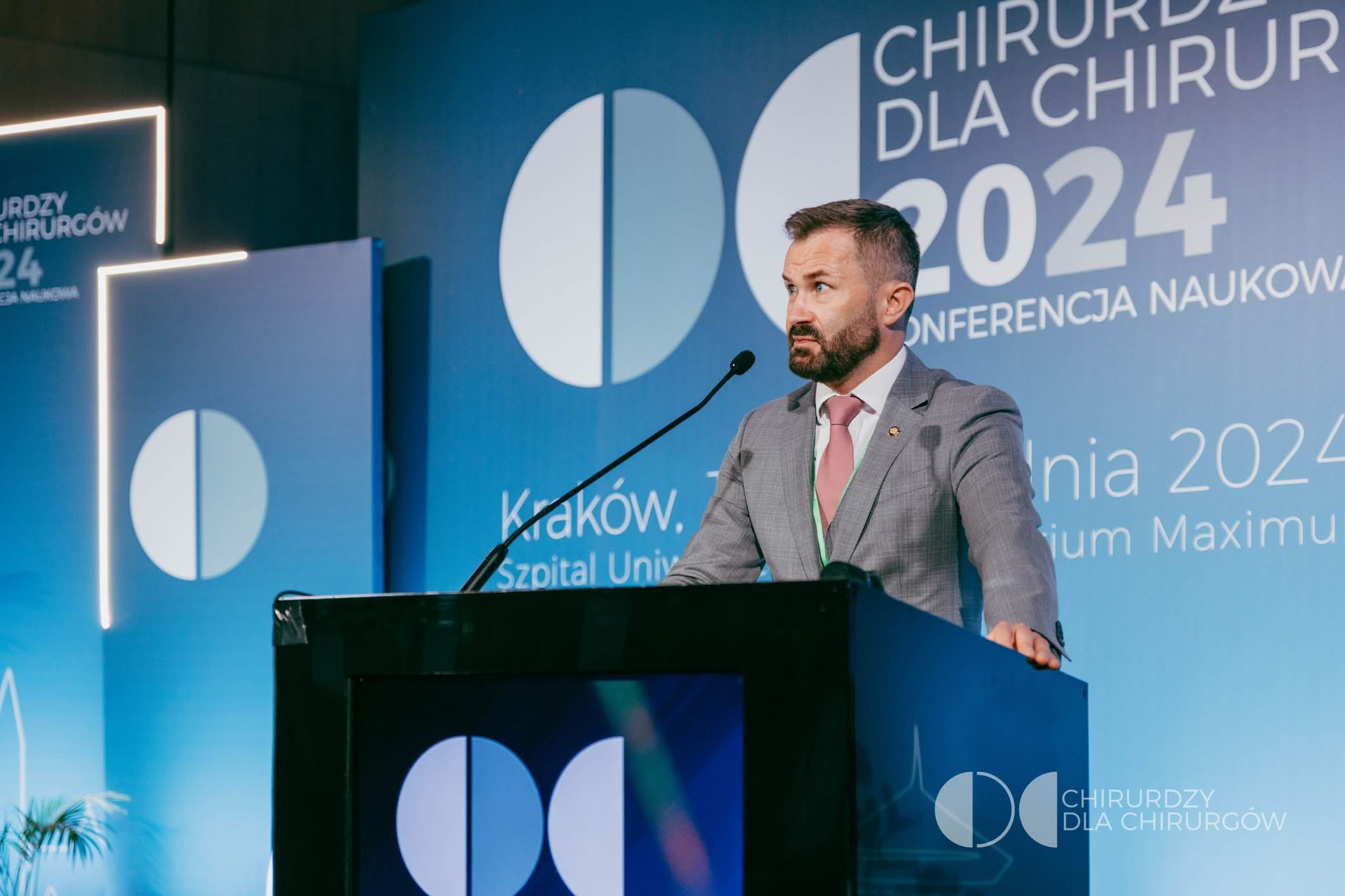

Członek wielu towarzystw naukowych, między innymi – Towarzystwa Chirurgów Polskich, Sekcji Wideochirurgii TChP, Sekcji Przepuklin TChP, Sekcji Endoskopowej TChP, Polskiego Klubu Przepuklinowego, European Hernia Society (EHS), European Association of Endoscopic Surgery (EAES), International Hernia Collaboration (IHC), Society of American Gastrointestinal and Endoscopic Surgeons (SAGES), International Society of Surgeons (ISS). W 2020 roku został przyjęty jako czwarty chirurg w Polsce do prestiżowego stowarzyszenia chirurgów – American College of Surgeons, gdzie obecnie pełni funkcję członka Zarządu Polish Chapter of ACS.
Od 2014r. pięciokrotnie współorganizował i uczestniczył w humanitarnych misjach medycznych do Ghany i Tanzanii w Afryce, wykonując liczne operacje z zakresu chirurgii ogólnej (głównie przepukliny pachwinowe w znieczuleniu miejscowym), dostarczając jednocześnie na te potrzeby cały niezbędny sprzęt i wyposażenie.

## Wyróżnienia, nagrody i odznaczenia

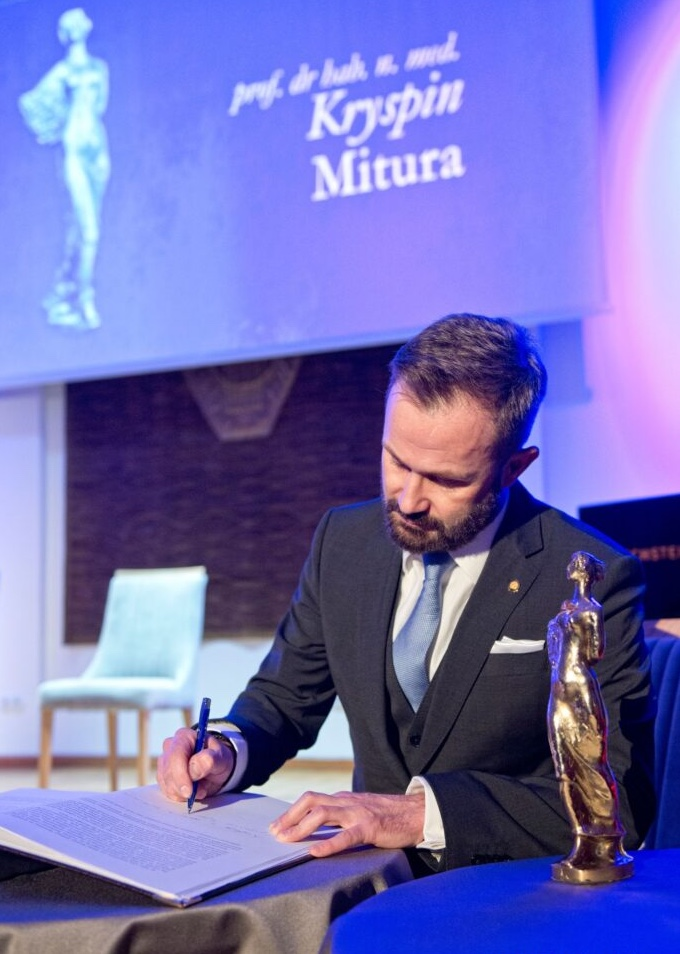

- Wyróżnienie Kapituły Honorowego Dyplomu im. Prof. B. Szareckiego za dorobek naukowo-badawczy, który zmienił oblicze polskiej herniologii (2014r.)
- Nagroda Prezydenta Miasta Siedlce „Aleksandria”, przyznawana osobom, które swoją pracą, umiejętnościami i społecznikowską pasją przyczyniły się do rozwoju Siedlec (2015r.)
- Srebrny Krzyż Zasługi za działalność na rzecz ochrony zdrowia (2017r.)[18]
- Nagroda główna Międzynarodowego Festiwalu Filmów Medycznych – Hernia Show 2018
- Medal „Pro Masovia”, nadawany za wybitne zasługi oraz całokształt działalności na rzecz województwa mazowieckiego (2020r.)[19]
- Złoty Krzyż Zasługi za działalność na rzecz rozwoju nauki (2021r.)[20]
- Wyróżnienie Prezesa Sekcji Wideochirurgii TChP za wkład pracy w rozwój chirurgii małoinwazyjnej w Polsce (2021r.)[13]
- Honorowe przyznanie specjalizacji szczegółowej UEMS w dziedzinie chirurgii rekonstrukcyjnej powłok brzusznych (FEBS AWS), jako pierwszy chirurg w Polsce ze specjalizacją w herniologii (leczenie przepuklin brzusznych) (2021r.)[21]
- Nagroda Gimbernata podczas Kongresu American Hernia Society (AHS) w Austin, TX, USA za najlepsze międzynarodowe doniesienie naukowe (2021r.)
- Medal Komisji Edukacji Narodowej (2022r.)[22]
- Nagroda im. Ludwika Rajchmana I stopnia za osiągnięcia naukowe, za cykl 5 publikacji oryginalnych poświęconych serologicznej diagnostyce zakażeń wirusem SARS-CoV-2 oraz ocenie odpowiedzi humoralnej na szczepienie w kierunku COVID-19. Nagroda została przyznana przez Dyrektora Narodowego Instytutu Zdrowia Publicznego PZH – Państwowego Instytutu Badawczego[23]
- Srebrny Medal za Długoletnią Służbę (2023r.)[24]
- Nagroda Prezydenta Miasta Siedlce „SuperAleksandria” – najwyższe tego rodzaju wyróżnienie przyznawane wyłącznie osobom, które swoim codziennym życiem, pracą i zaangażowaniem niosą chlubę miastu Siedlce i mieszkańcom, ale w swoim dorobku mają już nagrodę „Aleksandrii” (2024r.)[25]

## Osiągnięcia górskie i podróże

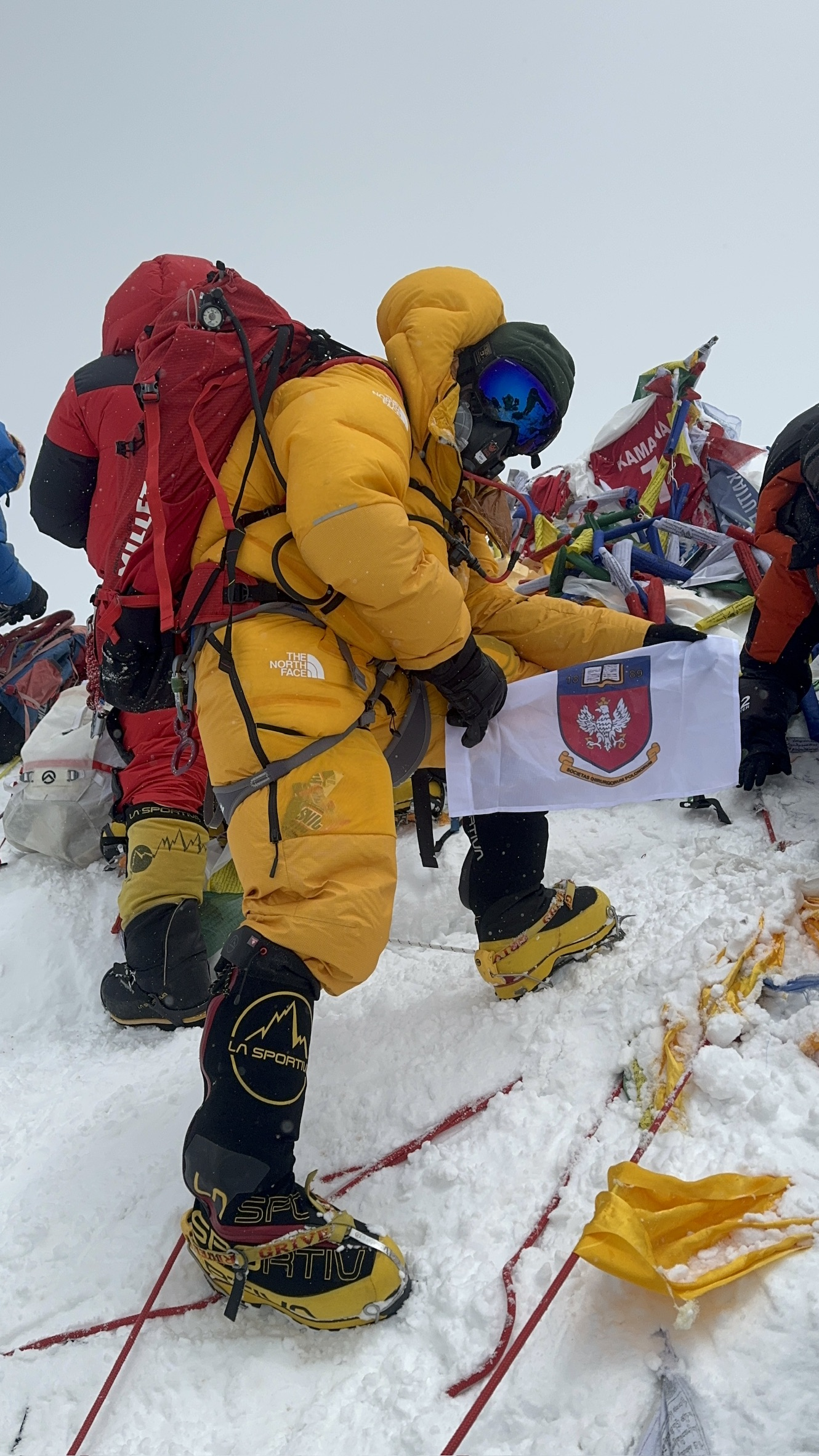
Mount Everest 20.05.2024

20 maja 2024 roku zdobył najwyższy szczyt świata - Mount Everest (8848 metrów n.p.m.). Na dachu świata, zwanym też trzecim biegunem globu, zaprezentował flagę z emblematem Towarzystwa Chirurgów Polskich oraz Uniwersytetu w Siedlcach i herb miasta Siedlce. Do 2023 roku włącznie na szczycie Everestu stanęło zaledwie 66 osób z Polski.
Wielokrotnie zdobywał inne szczyty i łańcuchy górskie na wszystkich kontynentach, był m.in.  Denali (Alaska, USA), Masyw Vinsona (Antarktyda), Pico de Orizaba (Meksyk), Aconcagua (Argentyna), Mt. Blanc (Francja), Matterhorn (Szwajcaria), Elbrus (Rosja), Kazbek (Gruzja), Damavand (Iran), Toubkal (Maroko), Kilimanjaro (Tanzania), Fuji (Japonia), Mount Giluwe (Papua-Nowa Gwinea), Góra Kościuszki (Australia) i wiele innych.
W Polsce przemierzył pieszo po szlakach i udokumentował łącznie ponad dziesięć tysięcy kilometrów, za co został uhonorowany przez PTTK Dużą Złotą Górską Odznaką Turystyczną. Przeszedł m.in. łańcuchami górskimi od granicy z Niemcami do granicy z Ukrainą, łącząc dwa najdłuższe długodystansowe szlaki górskie w Polsce - Główny Szlak Beskidzki (550 km) i Główny Szlak Sudecki (450 km), przemierzając je w najszybszym wariancie, za co otrzymał Diamentowe Odznaki PTTK. Wcześniej otrzymał również górskie odznaki za inne osiągnięcia, m.in. za zdobycie Korony Gór Polskich, Diademu Gór Polskich, Korony Najwybitniejszych Szczytów Gór Polskich, Tatrzańskich Dwutysięczników i wielu innych. 
Podczas swoich podróży odwiedził łącznie ponad sto krajów na wszystkich kontynentach.